# Jakob Dachser

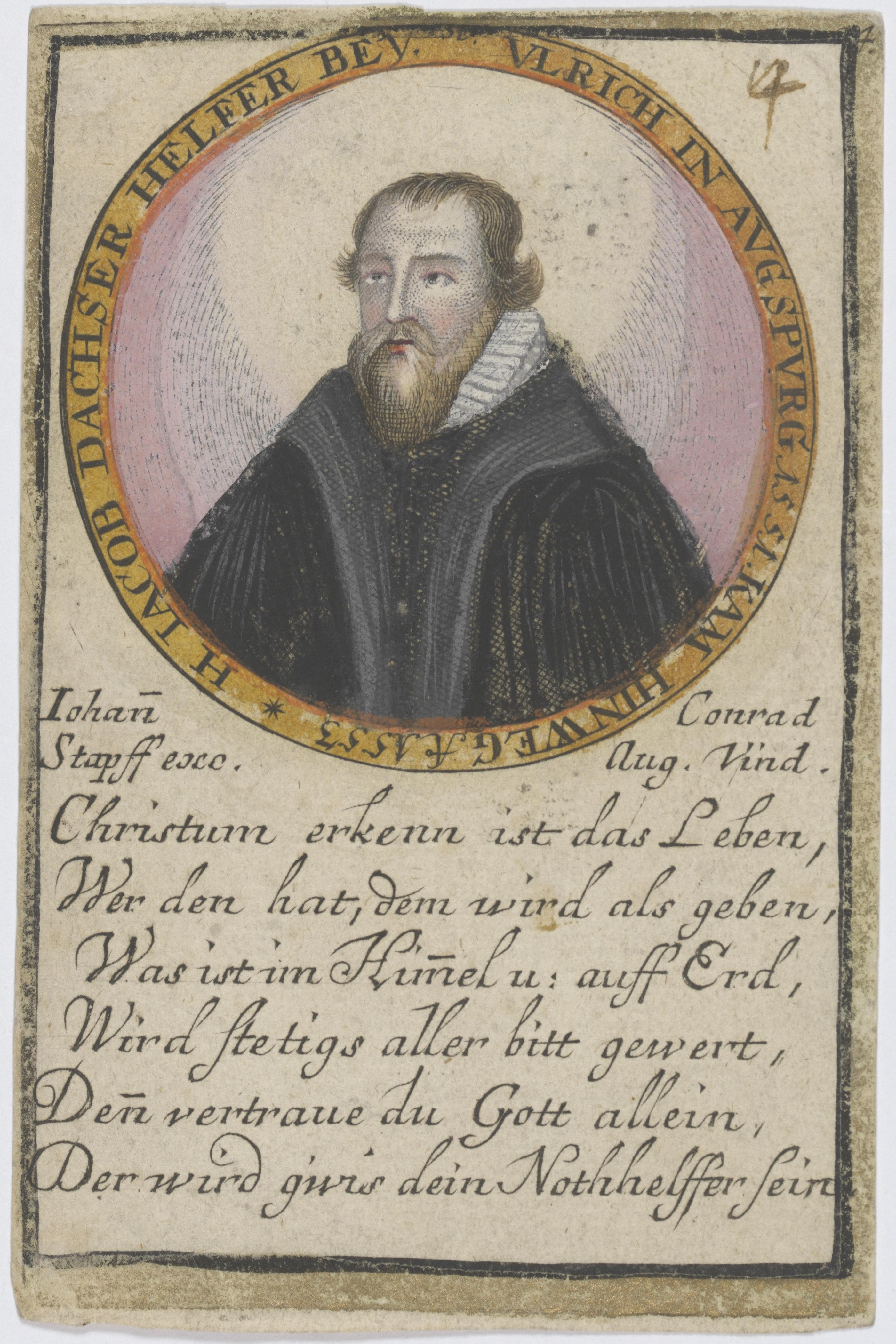
Jakob Dachser

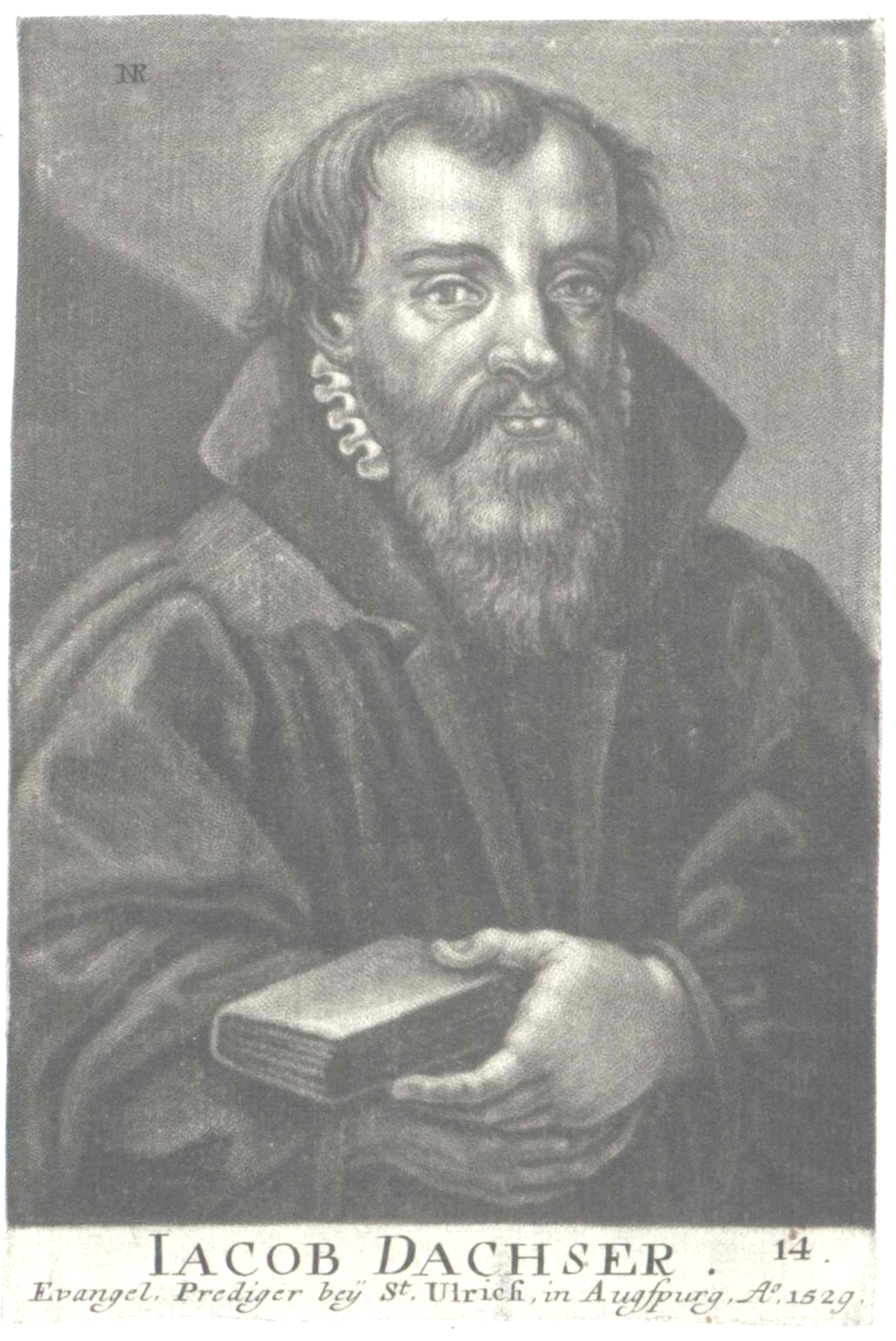
Jakob Dachser

Jakob Dachser († 1567) war ein Täufer, protestantischer Prediger und Kirchenliederdichter.

## Leben
Jakob Dachser studierte an der Universität Ingolstadt, wo er 1523 zum Magister promoviert wurde. Im Jahre 1526 kam er nach Augsburg, wo er Schullehrer wurde. Er trat zu den Täufern über und wurde im März 1527 mit Sigmund Salminger in die Leitung der Augsburger Täufergemeinde berufen. Als er wegen seines Glaubens 1527 verhaftet wurde, widerrief er nach längerer Haft seine täuferischen Anschauungen.
1529 wurde Jakob Dachser Pfarrhelfer an der Basilika St. Ulrich und Afra in Augsburg. 1552 verließ er die Stadt und ging nach Pfalz-Neuburg. 1538 gab Jakob Dachser eine Übersetzung der Psalmen für den Gemeindegesang heraus. Zum großen Teil hat er die Psalmlieder selbst verfasst, einige stammen auch aus bereits bekannten Sammlungen, z. B. von Martin Luther. Einige dieser Psalmen fanden auch Eingang in den deutschen Psalter von Sigmund Hemmel.
Jakob Dachser gab das für die Reformatorischen in Augsburg bestimmte Gesangbuch, Form und Ordnung geistlicher Gesänge und Psalmen, welche Gott dem Herrn zu Lob und Ehr gesungen werden, heraus.
In diesem laut Impressum aus dem Jahr 1529 stammenden Gesangbuch, das überhaupt das erste evangelische Gesangbuch Augsburgs ist, finden sich neben 86 Psalmliedern 23 andere geistliche Gesänge, darunter Luthers Lied Ein feste Burg ist unser Gott, aber auch das polemische, spezifisch reformatorische Lied Es ist die Wahrheit bracht an Tag mit der Überschrift Wahrer Verstand von des Herrn Nachtmahl.

## Taufsukzession
Die Linie der Taufsukzession geht bei Jakob Dachser (≈ Frühjahr 1527) über Hans Hut (≈ Pfingsten 1526) auf Hans Denck zurück. Die frühere Annahme, dass Denck von Balthasar Hubmaier (Ostern 1525) getauft wurde, ist inzwischen umstritten.